# A. Carl Leopold
Aldo Carl Leopold est un universitaire américain et un physiologiste des plantes né le 18 décembre 1919 à Albuquerque et mort le 18 novembre 2009 à Ithaca. Fils d'Aldo Leopold, un écologiste réputé, il est connu pour ses recherches sur le soja qui ont conduit à des techniques permettant à l'insuline d'être séchée puis transformée en insuline inhalable.

## Enfance et éducation
Aldo Carl Leopold est né d'Aldo Leopold, un écologiste et employé réputé du United States Forest Service, et d'Estella Leopold à Albuquerque au Nouveau-Mexique, en tant que 4e des cinq enfants.

## Carrière
Léopold a obtenu un baccalauréat en botanique de l'université du Wisconsin en 1941. Il s'est enrôlé dans les Marines pendant la Seconde Guerre mondiale et a servi dans le Pacifique en tant qu'avocat de la défense en cour martiale pour les soldats accusés d'être AWOL (déserteur). Après sa sortie, Leopold a reçu une maîtrise et un doctorat en physiologie végétale de l'université Harvard et a étudié avec Kenneth Thimann. Il a travaillé brièvement pour la Hawaiian Pineapple Company, puis a rejoint la faculté de l'université Purdue en 1949. En 1975, il a été nommé doyen diplômé et vice-président adjoint pour la recherche à l'université du Nebraska. En 1977, Leopold a déménagé à l'Institut Boyce Thompson pour la recherche sur les plantes (en) (BTI) à Ithaca (New York) en tant que scientifique de William H. Crocker.
Les graines telles que le soja contenant des niveaux très élevés de protéines peuvent subir une dessiccation, mais survivent et revivent après absorption d'eau. Leopold a commencé à étudier cette capacité au BTI au milieu des années 1980. Il a découvert que le soja et le maïs contenaient une gamme d'hydrates de carbone solubles protégeant la viabilité cellulaire de la graine. Des brevets lui ont été attribués au début des années 1990 sur les techniques de protection des « membranes biologiques » et des protéines à l'état sec. En utilisant les connaissances acquises en étudiant la conservation des protéines dans le soja sec, Leopold a développé une méthode pour préserver les hormones peptidiques comme l'insuline à l'état vitreux afin qu'elles puissent être pulvérisées en poudre et inhalées par les diabétiques comme alternative à l'auto-injection. Ses recherches sur le soja ont mené à des techniques qui ont permis à l'insuline d'être séchée puis transformée en insuline inhalable, nommée « Exubera » par Pfizer.

## Vie personnelle et mort
Léopold a été actif dans les questions scientifiques et environnementales depuis sa retraite en 1990 jusqu'à sa mort en 2009. Leopold, avec Ed Oyer, Thomas Eisner, Jim McConkey et Mary Woodson, était un membre fondateur de la Preposthumous Society qui a fondé ensemble Greensprings Natural Cemetery Preserve. Léopold a été le premier membre de la société à l'utiliser.

## Travaux
- Auxins and Plant Growth (1955, 1960)
- Plant Growth and Development (1964, 1975)